# Berger hollandais
Pour les articles homonymes, voir Berger (homonymie) et Hollandais.

Le Hollandse Herdershond ou Berger Hollandais est une race de chien de berger néerlandais.

## Origine

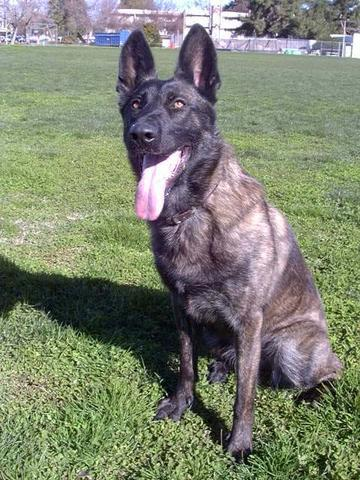
Une femelle à poil court.

Le Berger Hollandais, dont le premier standard fut établi le 12 juin 1898, actualisé le 21 décembre 2019 et reconnu définitivement par la FCI le 11 mai 1955, partage un héritage génétique ancestral avec le Berger Belge, une parenté renforcée par les croisements naturels dans les zones frontalières belgo-néerlandaises. Sa présence reste discrète en France, bien que ses qualités soient remarquables. Historiquement, il surveillait les terres agricoles des Pays-Bas, guidant les troupeaux vers les pâturages, les foires et les ports. À la ferme, ses tâches étaient variées : contrôle des volailles, rassemblement des vaches, traction des charrettes de lait et surveillance. Résistant aux intempéries, infatigable et naturellement vigilant, il s'est adapté au déclin de l'élevage ovin vers 1900 pour exceller dans de nouveaux rôles : chien policier, de recherche, de pistage et guide d'aveugle. Son flair remarquable et son courage en font aujourd'hui un allié précieux des forces de police aux Pays-Bas et de l'armée française. Ces qualités le placent au niveau du Berger Allemand et du Berger Belge, tout en conservant ses aptitudes naturelles de berger. Il est d'ailleurs toujours apte à la surveillance des troupeaux.

## Caractère
Le Berger Hollandais possède un tempérament équilibré qui combine intelligence et fidélité. Particulièrement vigilant de nature, il reste attentif à son environnement tout en maintenant un lien étroit avec son maître. Son caractère indépendant et sa capacité à travailler en autonomie sont des traits hérités de sa fonction première de chien de berger. Travailleur et persévérant, il excelle dans les tâches qui lui sont confiées, démontrant à la fois obéissance et initiative. Sa sociabilité lui permet de collaborer efficacement avec d'autres chiens, notamment pour la garde des troupeaux.

## Éducation
L'éducation du Berger Hollandais doit être menée avec justesse et sans excès. Sa sensibilité naturelle requiert un maître doux, où la voix et les gestes suffisent comme outils d'apprentissage. Une socialisation précoce est primordiale pour favoriser des interactions positives avec humains et congénères.
Son intelligence permet d'exploiter différentes méthodes d'éducation, le jeu étant particulièrement recommandé car il mobilise ses aptitudes naturelles. Cette approche, plus stimulante et enrichissante que l'utilisation de friandises, correspond mieux à sa nature profonde, même si les récompenses alimentaires peuvent servir occasionnellement de leurre.
Bien qu'adaptable à différents types de familles, il nécessite un engagement quotidien pour répondre à ses besoins physiques et mentaux à travers exercices et activités régulières,.

## Alimentation
Le Berger Hollandais n'est pas un chien difficile en matière d'alimentation. Que ce soit une préparation traditionnelle ou industrielle sous forme de croquettes, à condition qu'elle soit bien équilibrée, elle lui conviendra parfaitement. Étant un carnivore, son régime doit inclure une part importante de protéines animales, de préférence sous forme de viande. Cependant, s'il est nourri principalement aux croquettes, cette source de protéines animales sera déjà présente dans la composition du produit. Un apport complémentaire d'os de veau cru est également bénéfique pour le renforcement de ses mâchoires et le nettoyage naturel de ses dents. Ce chien n'a pas de problèmes particuliers de gros appétit ou de difficultés alimentaires. L'essentiel est de lui fournir une alimentation complète et équilibrée, en adéquation avec ses besoins nutritionnels.

## Morphologie
Le Berger Hollandais est un chien de taille moyenne, harmonieusement construit avec une musculature puissante sans lourdeur. Sa structure corporelle correspond à celle d'un chien trotteur, avec un corps légèrement plus long que haut (rapport 10/9).
Sa tête, en forme de coin allongé vue de dessus et de profil, est proportionnée au corps avec un rapport crâne/chanfrein de 1/1. Le crâne est plat avec un stop léger mais distinct. Les yeux, de couleur sombre et de forme amandée, sont légèrement obliques. Les oreilles, de taille moyenne, sont portées dressées et hautes en action. La truffe est noire, les lèvres sont bien pigmentées et jointives, avec une denture complète en articulé en ciseaux.
Le cou, sans fanon, se fond harmonieusement dans la ligne du corps. Le dos est droit et robuste, prolongé par un rein solide. La croupe est légèrement avalée. La poitrine est profonde et suffisamment longue, avec des côtes modérément cintrées et un poitrail bien développé. Le ventre est légèrement relevé.
Les membres antérieurs sont solides, bien musclés, avec une ossature robuste sans lourdeur. Les épaules sont bien attachées et obliques, les bras de même longueur que les omoplates. Les membres postérieurs sont puissants, bien musclés, sans angulations excessives, avec cuisse et jambe de longueur similaire.
Les pieds, tant antérieurs que postérieurs, sont ovales avec des doigts serrés et cambrés, des ongles noirs et des coussinets foncés. La race ne présente pas d'ergots.
La queue, atteignant le jarret au repos, est portée droite ou en légère courbe, élégamment relevée en action, sans jamais s'enrouler.
Le pelage se décline en trois variétés :
- Poil court : dur, serré, avec sous-poil laineux
- Poil long : droit, couché, rude, avec sous-poil laineux
- Poil dur : très épais, ébouriffé, avec sous-poil dense 
La robe est toujours bringée sur fond doré (du sable clair au rouge châtain) ou argenté, avec un masque noir souhaité. Le bringeage doit être visible sur tout le corps, y compris collerette, culotte et queue.
Tailles standard :
Mâles : 57-62 cm
Femelles : 55-60 cm

## Santé
Race globalement saine avec peu de problèmes de santé majeurs. Chien robuste avec une excellente espérance de vie.
Dépistages recommandés: 
- Dysplasie de la hanche (reproducteurs)
- Gonio-dysplasie (variété poil dur uniquement)